# Sobralia
Die Pflanzengattung Sobralia gehört zur Familie der Orchideen  (Orchidaceae). Die etwa 165 Arten sind in Mittel- und Südamerika verbreitet.

## Beschreibung

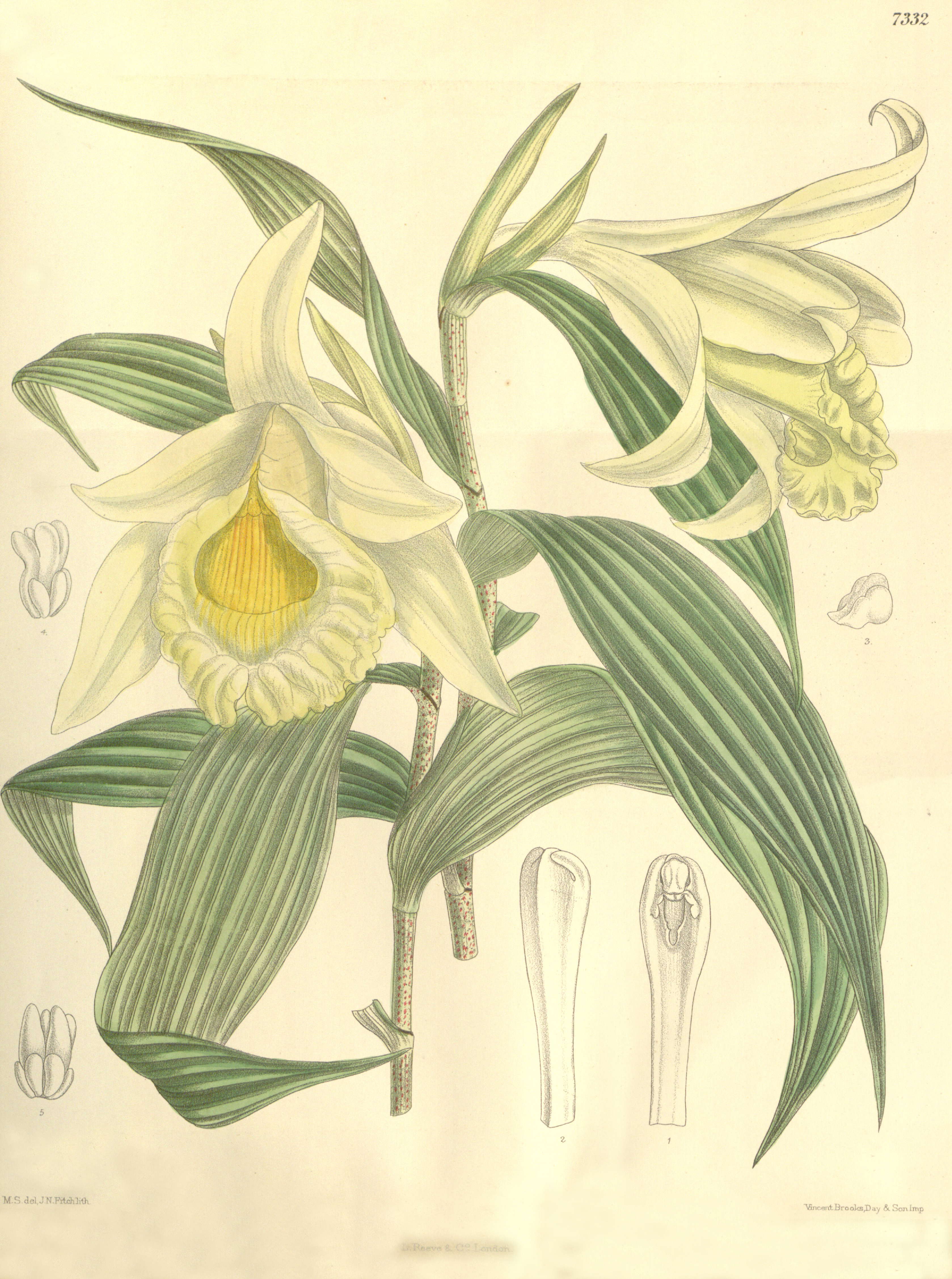
Illustration aus Curti's Botanical Magazine, Volume 120 (Ser. 3, no. 50), 1894, Tafel 7332 von Sobralia xantholeuca

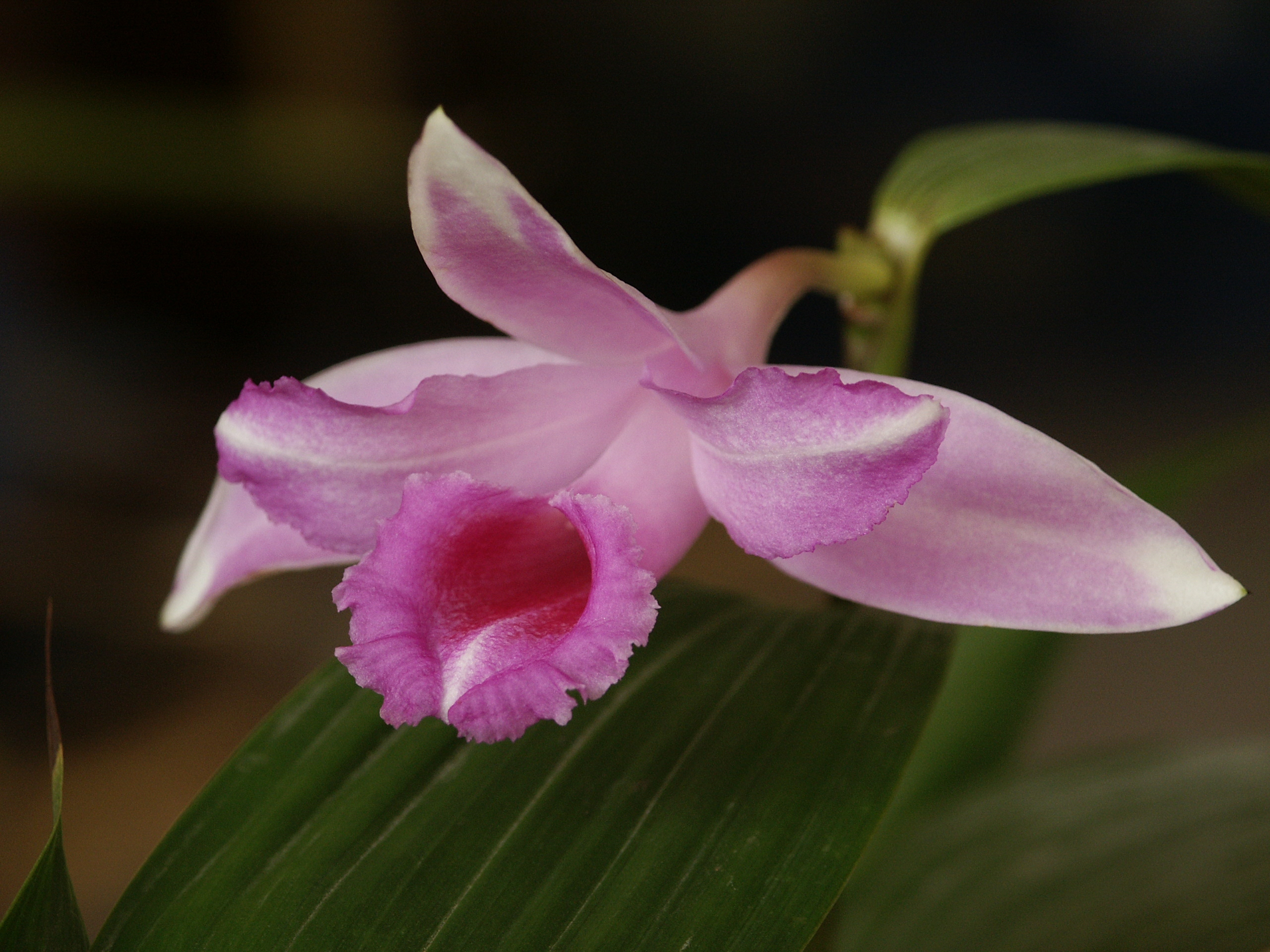
Sobralia decora

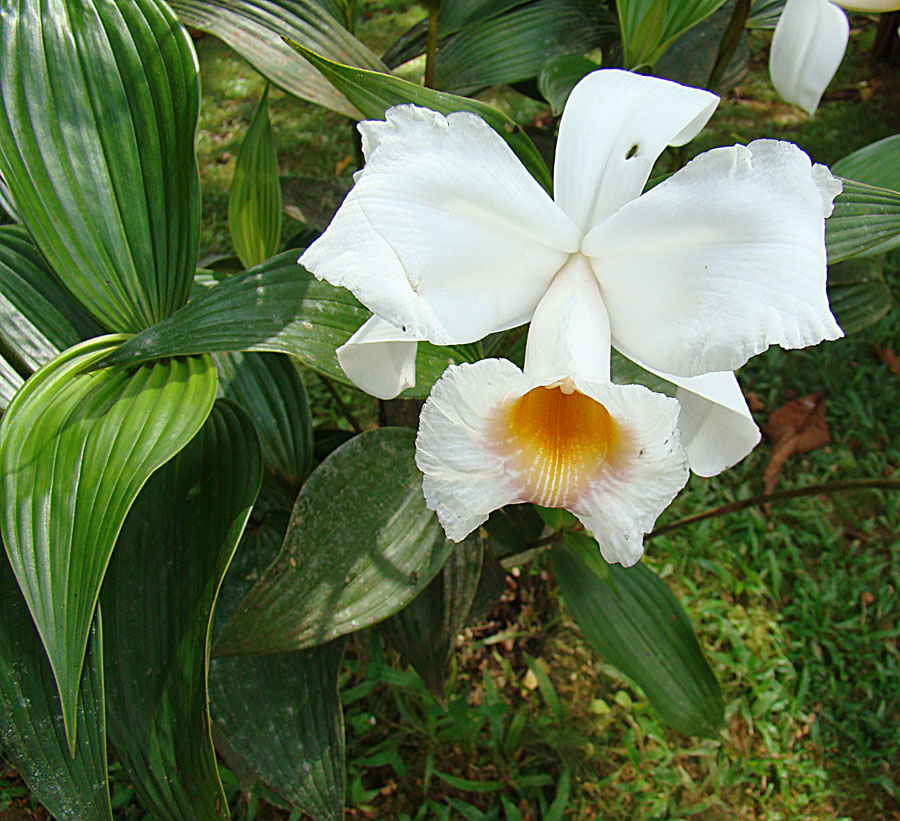
Sobralia leucoxantha

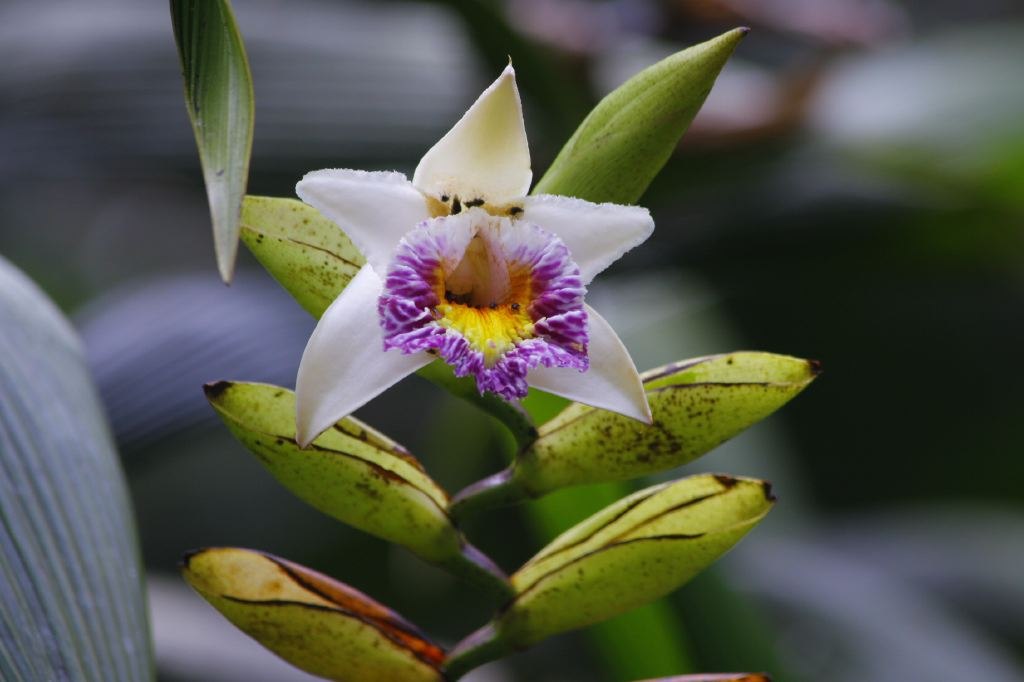
Sobralia luerorum

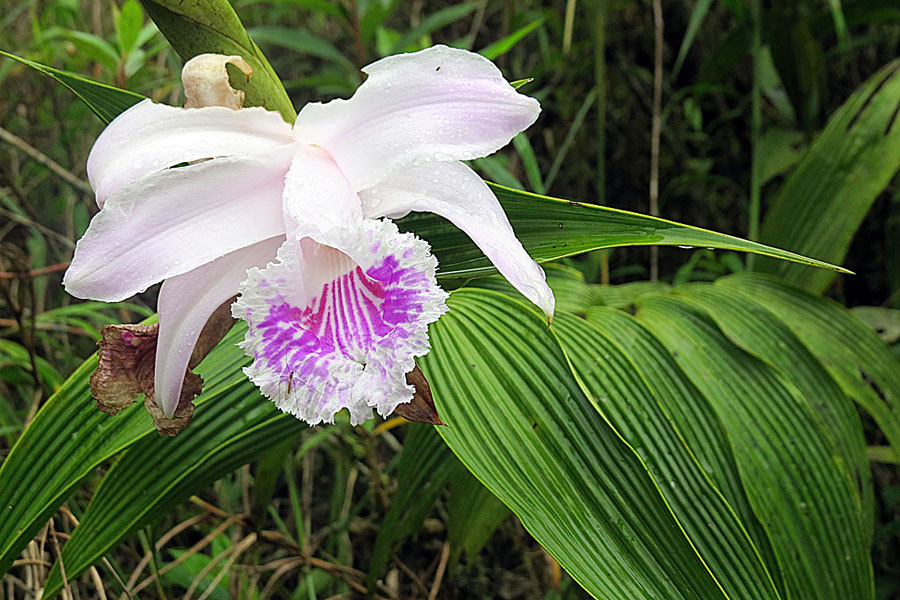
Sobralia rosea

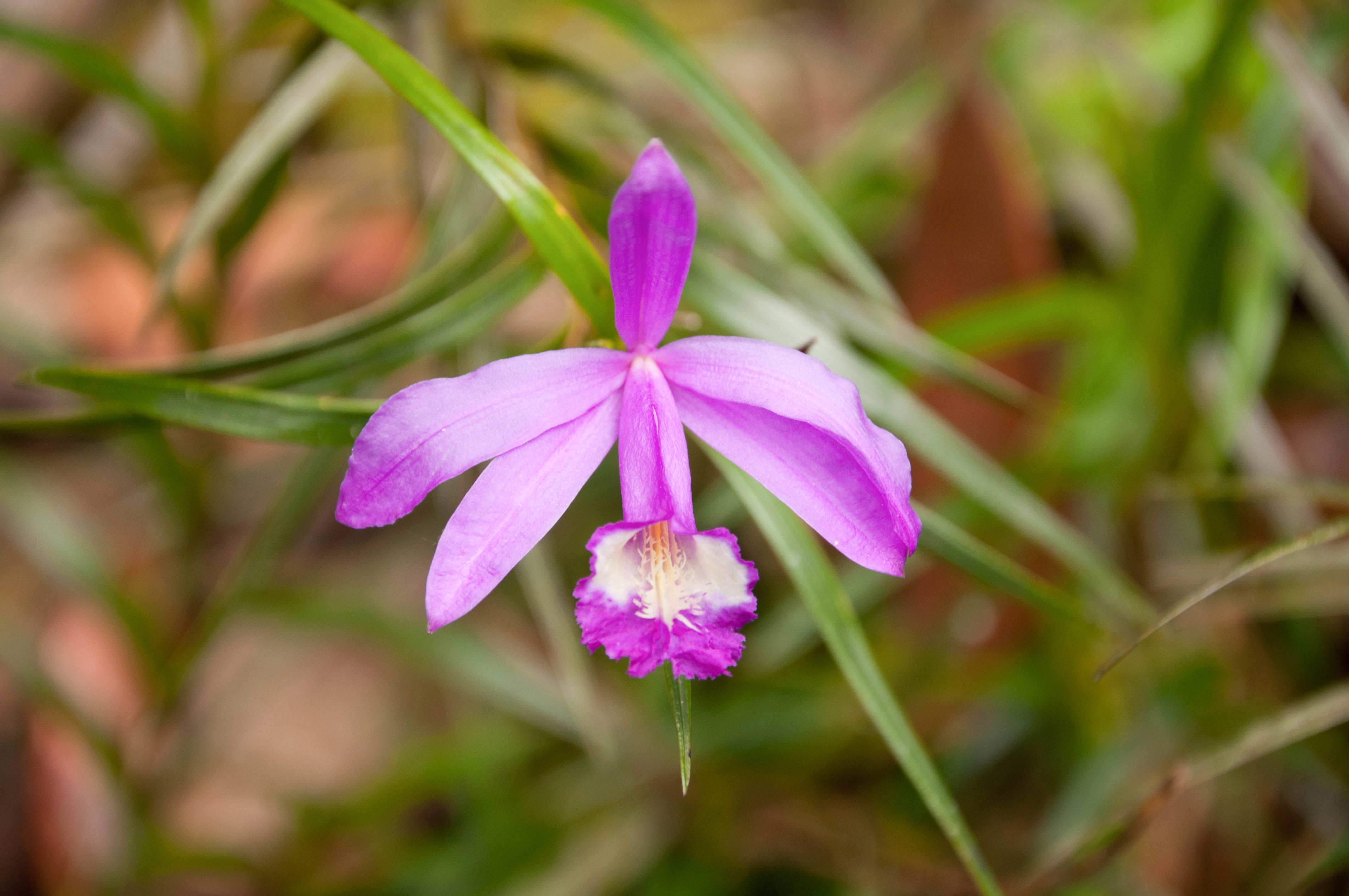
Sobralia stenophylla

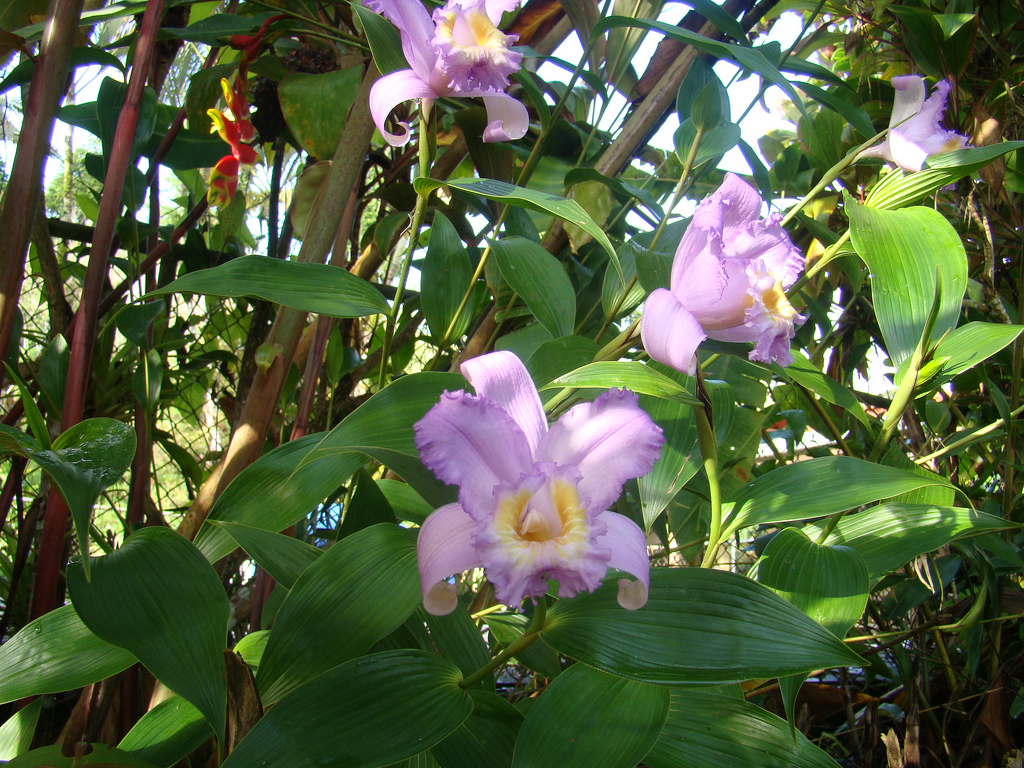
Sobralia warszewiczii

### Vegetative Merkmale
Sobralia-Arten sind ausdauernde krautige Pflanzen, die terrestrisch, seltener lithophytisch oder epiphytisch wachsen. Oft sind sie recht groß und robust, je nach Art erreicht die unverzweigte Sprossachse Wuchshöhen von einigen Zentimetern bis zu 10 Metern. Die Wurzeln sind fleischig und von einem zwei bis fünf Zelllagen dicken Velamen radicum umgeben.
Die zweizeilig am Stängel angeordneten Laubblätter sind ungestielt. Der Blattgrund umfasst den Stängel. Die Blattspreite ist meist ledrig fest, selten dünn, aber immer längs der Nervatur zu einem gewissen Grad gefältelt (plikat).

### Generative Merkmale
Der end- oder seitenständige Blütenstand, mit oder ohne Blütenstandsschaft, ist einfach oder verzweigt. Die resupinierten Blüten sitzen meist dicht gedrängt beisammen, so dass die Tragblätter sich zapfenartig überlappen.
Die großen, farbigen Blüten öffnen sich nacheinander und verwelken meist schon nach einem Tag. Die Pflanzenexemplare einer Population blühen meist genau gleichzeitig.
Die zwittrigen Blüten sind zygomorph und dreizählig. Die Blütenhüllblätter sind nicht miteinander verwachsen und, bis auf die Lippe, einander etwa gleich. Die Petalen sind manchmal breiter als die drei äußeren Blütenhüllblätter. Die Lippe ist normalerweise auffälliger als die anderen Blütenblätter. Sie ist ganzrandig oder dreilappig, mit der Basis die Säule umfassend, weiter vorne ausgebreitet, mit verschiedenen Leisten oder gezähnten Kämmen besetzt. Die Säule ist schlank keulenförmig, seitlich dünn geflügelt, die Flügel in einem Paar gebogener Anhängsel beiderseits der Narbe endend. Die Narbe ist bohnenförmig, quer zur Säulenachse, meist etwas hervortretend. Das Trenngewebe zwischen Narbe und Staubblatt (Rostellum) ist groß und konvex. Das zweikammrige Staubblatt steht am Ende der Säule und ist gegenüber der Säulenachse herabgebogen. Die Pollinien können als acht Stück, von denen je zwei zusammenhängen, interpretiert werden, oder als vier Stück, die u-förmig gebogen und so in zwei Teile geteilt sind. Die Konsistenz der Pollinien ist mehlig.

## Ökologie
Als Bestäuber wurden bei Sobralia-Arten Prachtbienen (Euglossini) und Hummeln (Bombus) beobachtet. Sobralia amabilis wird von Kolibris bestäubt.

## Vorkommen
Die Gattung Sobralia ist in der Neotropis verbreitet. Sie kommt von Mexiko über ganz Zentralamerika bis in die nördliche Hälfte Südamerikas vor. Sobralia-Arten gedeihen in Höhenlagen bis zu 3300 Metern.

## Systematik
Die Gattung Sobralia wurde 1794 durch Ruiz und Pavón in Florae Peruvianae, et Chilensis Prodromus Seite 120, Tafel 26 aufgestellt. Lectotyp ist Sobralia dichotoma. Der Gattungsname Sobralia ehrt den spanischen Arzt und Botaniker Francisco Martínez Sobral y Aguliera (?–1799).
Die Gattung Sobralia bildet zusammen mit Elleanthus und Sertifera die Tribus Sobralieae. Innerhalb der Unterfamilie Epidendroideae stellt diese Tribus eine basale Linie dar. Sobralia ist das Schwestertaxon zu einer Klade aus den beiden anderen Gattungen.
Die Arten der Gattung Sobralia wurde schon von John Lindley 1854 in drei Gruppen eingeteilt. Erst Friedrich Gustav Brieger in Rudolf Schlechters Die Orchideen ihre Beschreibung, Kultur und Züchtung... Band 1, Teil 13, Seite 799 überarbeitete 1983 diese Einteilung, benannte die Gruppen und legte jeweils Typusarten fest. 2002 erfolgte eine Überarbeitung durch Robert L. Dressler, danach gibt es fünf Sektionen und einige Arten, die sich nur schwer einordnen lassen:
- Sect. Abbreviatae Brieger – Die Blütenstandsachse ist gestaucht und dicht mit Tragblättern besetzt, die Blüten blühen nacheinander auf. Mit etwa 50 Arten die größte Sektion, Typusart Sobralia fimbriata.
- Sect. Globosae Brieger – Die gestauchte Blütenstandsachse wächst weiter und produziert Blüten über mehrere Vegetationsperioden. Etwa vier Arten um Sobralia candida.
- Sect. Intermediae Brieger – Die Blütenstandsachse ist stark gestaucht und dicht mit Tragblättern besetzt, je ein oder zwei Blüten aufblühend. Etwa 15 Arten um Sobralia fragrans.
- Sect. Racemosae Brieger – Mit langer Blütenstandsachse und langen Tragblättern. Etwa acht Arten um Sobralia rosea.
- Sect. Sobralia – die Sektion, die die Typusart (Sobralia dichotoma) enthält. Nach Brieger durch achselständige Blütenstände gekennzeichnet, laut Dressler aber besser durch kurze Tragblätter und die lange Blütenstandsachse charakterisiert. Enthält etwa 13 Arten.

Eine Liste der etwa 165 anerkannten Arten findet sich bei R. Govaerts.